# Kővár
Kővár ([ˈkøːvaːɾ]) est un quartier de Budapest situé dans le 2e arrondissement. 